# Fritillaria frankiorum
Fritillaria frankiorum är en liljeväxtart som beskrevs av R.Wallis och R.B.Wallis. Fritillaria frankiorum ingår i Klockliljesläktet och i familjen liljeväxter. Inga underarter finns listade.